# Diluvio di fuoco
Diluvio di fuoco (Ravage) è un romanzo di fantascienza postapocalittica dello scrittore francese René Barjavel pubblicato nel 1943.
Il romanzo narra il collasso della civiltà a seguito della scomparsa dell'elettricità causata da anomalie solari.

## Storia editoriale
Il romanzo, pubblicato nel 1943 durante la seconda guerra mondiale, tratta alcuni temi che ricorreranno nelle successive opere dell'autore: la critica all'industrializzazione sfrenata, al progresso della scienza e delle tecnologie (come nel romanzo del 1973 Le grand secret), e la divisione classista tra chi esercita il potere derivante dalla scienza e chi è costretto a subirlo (come nel romanzo del 1968 La notte dei tempi). Nella descrizione della Parigi del futuro, Barjavel si affida alle visionarie ipotesi urbanistiche contenute nel Plan Voisin dell'architetto e urbanista Le Corbusier di cui lo scrittore riporta in esergo una citazione:
Ravage è considerato una pietra miliare nella storia della fantascienza francese.
Nel 2019 è stato ripubblicato in Italia col titolo Sfacelo.

## Trama
Parigi, 3 giugno 2052. Il ventiduenne François Deschamps, di origini rurali, è appena arrivato nella megalopoli parigina e attende con impazienza i risultati dell'esame di ammissione alla rinomata "Scuola Superiore di chimica agraria". Ha studiato molto ed è fiducioso nei risultati. Vuole approfittare della sua presenza a Parigi per rivedere l'amica d'infanzia, la diciassettenne Blanche Rouget, che sta per debuttare come attrice e cantante nel mondo dello spettacolo. Blanche ha un incontro con Jérôme Seita, il tycoon delle famosa "Radio-300". Quando Jérôme Seita, che intende circuire la ragazza, viene a conoscenza che Blanche ha affetto per François, ordina ai suoi sottoposti di truccare i risultati della selezione escludendo François che, contemporaneamente, si vede interrompere le forniture di acqua, corrente e latte. Blanche, scoprendo i lussi della nuova vita, venuta a sapere che François è caduto in miseria, accetta la proposta di matrimonio di Seita.
Nel frattempo l'Impero sudamericano in pessimi rapporti con l'America del Nord, dichiara guerra e promette un duro attacco militare. Poche ore dopo, in Europa in generale e in Francia in particolare, l'elettricità si interrompe dappertutto: metropolitane, autobus, automobili, porte di casa, ascensori, robot domestici, improvvisamente si bloccano smettendo di funzionare. Alcuni materiali, come il ferro, si degradano inspiegabilmente. La popolazione è nel caos, incapace di muoversi, avere accesso al cibo, all'acqua, uscire di casa o salire negli appartamenti situati su altissimi grattacieli. Nessuno sa spiegare il fenomeno; qualcuno sospetta un atto di guerra condotto con armi segrete, altri ricordano che nei giorni precedenti si erano già verificate brevi interruzioni di corrente. François attraversa la megalopoli per raggiungere Blanche mentre gli ottanta milioni di abitanti sono in preda alla confusione e alla violenza. Il giovane raggiunge Blanche, colpita da una misteriosa malattia a casa di Jérôme Seita, e organizza la fuga di un piccolo gruppo di persone dalla città. Nei concitati momenti successivi al blackout, Seita perde la vita mentre scoppia un immenso incendio che nessuno è in grado di contenere, a causa della mancanza di acqua e dell'inefficienza dei mezzi di soccorso. I morti si contano a migliaia e i cadaveri imputriditi ammorbano l'aria causando epidemie.
Il gruppo, guidato da François, riesce a lasciare Parigi oramai devastata dal fuoco. Blanche, colpita da una misteriosa malattia, causata dallo stesso fenomeno che ha determinato la scomparsa dell'elettricità, riacquista la salute. Il gruppo è costantemente attaccato dai sopravvissuti, messo in pericolo dal fuoco e preda della fame, della sete, della paura e persino della follia che serpeggia. Dopo un difficile viaggio il gruppo, decimato, arriva nel villaggio natale di François e Blanche. Molti residenti sono morti. François, riesce a riorganizzare la vita sociale, a respingere i saccheggiatori e a dare nuova speranza agli abitanti, stabilendo regole di vita rigide. Gli anni passano e grazie alla sua saggezza,  François ottiene la stima della comunità del villaggio e poi di tutta la regione, gettando le basi di una prospera civiltà agricola autosufficiente dal punto di vista alimentare: non avendo più abbastanza uomini per gestire il territorio, poiché le donne sopravvissute al disastro, inspiegabilmente, sono quattro volte gli uomini, istituzionalizza la poligamia. La vita sana delle persone ha portato ad un aumento della popolazione e ad una felicità diffusa, vietando tuttavia la cultura e ordinando la distruzione dei libri, attribuendo alla scienza la colpa dell'apocalisse mondiale. Quando un giovane, Denis, realizza una macchina a motore, François è preda del panico e ordina l'esecuzione del ragazzo che, per difendersi, uccide François prima di essere eliminato a sua volta. La continuità politica sarà fortunatamente assicurata da Paul, un giovane che, grazie agli insegnamenti di François, è diventato saggio quanto lui.

## Opere correlate
La distruzione di Parigi e di gran parte del mondo per mezzo di un colossale incendio viene ripresa nel successivo romanzo dello stesso autore Il viaggiatore imprudente, il cui protagonista è un uomo degli anni 1940 in grado di viaggiare nel tempo grazie a un'invenzione.

## Opere derivate
Nel 2016 dal romanzo è stato tratto il fumetto disegnato da Rey Macutay, pubblicato dalla casa editrice francese Glénat.

## Edizioni
- (FR) René Barjavel, Ravage, 1ª ed., Parigi, Denoël, 1943.
- René Barjavel, Diluvio di fuoco, collana Urania, traduzione di Patrizio Dalloro, n. 156, Milano, Mondadori, luglio 1957.
- (EN) René Barjavel, Ashes, Ashes, collana Doubleday Science Fiction, traduzione di Damon Knight, New York, Doubleday, 1967.
- (JA) René Barjavel, Kōhai, collana Sekay SF zenshū, traduzione di Takeda Hiroshi, n. 25, Tokyo, Hayakawa Shobō, 1971.
- (PT) René Barjavel, Devastação ou a volta a natureza, Rio de Janeiro, Artenova, 1973.
- (ES) René Barjavel, Destrucción, collana Ciencia Ficción, traduzione di Cora Belloni de Zaldivar, n. 1, Buenos Aires, Emecé Editores, 1974.
- René Barjavel, Diluvio di fuoco, collana I classici della fantascienza, traduzione di Roberta Rambelli, n. 39, Bologna, Libra editrice, agosto 1979.
- René Barjavel, Diluvio di fuoco, collana Classici Urania, traduzione di Patrizio Dalloro, n. 254, Milano, Mondadori, maggio 1998.
- René Barjavel, Diluvio di fuoco, collana Urania Collezione, traduzione di Patrizio Dalloro, n. 062, Milano, Mondadori, marzo 2008.
- René Barjavel, Sfacelo, traduzione di Claudia Romagnuolo e Anna Scalpelli, L'Orma Editore, 2019, ISBN 9788899793937.